# 杜阿尔蒂纳
杜阿尔蒂纳是巴西圣保罗州的一个市镇。总面积264.281平方公里，总人口12607人，人口密度47.7人/平方公里。